# Smogulec
Smogulec (prononciation : [smɔˈɡulɛt͡s]) est un village polonais de la gmina de Gołańcz dans le powiat de Wągrowiec de la voïvodie de Grande-Pologne dans le centre-ouest de la Pologne.
Il se situe à environ 10 kilomètres au nord de Gołańcz (siège de la gmina), 28 kilomètres au nord de Wągrowiec (siège du powiat), et à 76 kilomètres au nord de Poznań (capitale de la Grande-Pologne).
Le village possédait une population d'environ 500 habitants en 2006.

## Histoire
De 1975 à 1998, le village faisait partie du territoire de la voïvodie de Piła.

Depuis 1999, Smogulec est situé dans la voïvodie de Grande-Pologne.